# Течёт река Волга
«Течёт река Волга» — песня, написанная в 1962 году композитором Марком Фрадкиным и поэтом Львом Ошаниным для панорамного кинофильма «Течёт Волга» (реж. Я. Сегель).

## История
Авторы хотели, чтобы исполнил её в фильме Марк Бернес, однако ему песня не понравилась, и в итоге для фильма её записал Владимир Трошин.
Премьера картины состоялась 1 марта 1963 года, однако ещё в июле 1962 г. о ней рассказали в одном из выпусков воскресной радиопередачи Всесоюзного радио «С добрым утром!». Рассказ должен был сопровождаться записью песни, но фонограммой Трошина редакция не располагала, и тогда, с согласия режиссёра Я. Сегеля, её предложили записать М. Бернесу, и на сей раз тот ответил согласием.
Таким образом именно в исполнении Бернеса песню впервые услышали миллионы радиослушателей. 10 декабря 1962 года Бернес записал на Всесоюзной студии грамзаписи новый вариант (ГС 6152 стерео), выпущенный на грампластинке в 1963 году (Д 00011529-30, 7"); под эту фонограмму Бернес исполнил песню также в телепередаче «Голубой огонёк» 1 мая 1963 года.
Вторая грамзапись песни (Д 00012457-58, 7") вышла также в 1963 году — в интерпретации Людмилы Зыкиной, включившей её в свой концертный репертуар уже после премьеры фильма. Неповторимый тембр голоса певицы, особая теплота и задушевность её исполнения придали песне новое звучание. Именно в этом варианте «Течёт река Волга» особенно полюбилась слушателям. В западных СМИ Зыкину называли «мисс Волга», а песня на долгие годы стала её визитной карточкой.

## Исполнители
В течение нескольких десятилетий песню исполняли хоровые и народные коллективы, группы и ансамбли, популярные певцы советской, российской и зарубежной эстрады. В их числе:
- Любовь Бажина (фильм-концерт «С тобой, Россия!», 1965 год)
- Александр Барыкин (альбом «Волга», 2001)
- Юрий Богатиков[6] (исполнил в 1987 году на авторском вечере поэта Льва Ошанина)
- Группа «Бони' НЕМ» (альбом «Тяжёлые песни о главном», 2007)[7]
- Дина Гарипова[8]
- Марина Капуро (альбом «Маленький остров», 1997)
- Богдана Карадочева (НРБ — лауреат I международного фестиваля молодёжной песни в Сочи-67 (песня издана на пластинке «СОЧИ — 67». Первый международный фестиваль молодёжной песни. Участники фестиваля поют советские песни (Д 021159-60, 1967)[9]
- Иосиф Кобзон (в 1964 году за исполнение песни на Международном фестивале песни в Сопоте получил специальный приз (Nagroda ZAKR)[10])
- Майя Кристалинская (альбом-компиляция «Для тебя» 2005, Auduo CD, записи 1963—1975 гг)
- Вячеслав Малежик и Виктор Салтыков (дуэт)
- Романас Мариёшюс (в 1964 году на литовском языке под названием «Teka Volga» (пер. В. Инчюроса), Мелодия LP, Д-14465-66[11])
- Группа «Мегаполис» (альбом «Megapolis» 1994, русско-немецкая версия «Volga»/«Fließt mein stiller Rhein»)
- Тамара Миансарова (песня прозвучала в музыкальном фильме «25 minut z Tamarą Miansarową» (TVP, 1963), а также вошла в сборник 2010 года «Звезды советской эстрады. Тамара Миансарова» (Хиты 60—70-х, Auduo CD, «Первое музыкальное», «Bomba Music»)
- Борис Моисеев и Марина Девятова (дуэт)
- Группа «Пикник» (альбом «Три судьбы», 2011)
- Олег Погудин (исполняет в концертной программе)
- Владимир Пресняков (в «Старых песнях о главном — 2», 1996—1997)
- Николай Расторгуев (группа «Любэ») вместе с Людмилой Зыкиной (альбом «Песни о людях», 1997)
- Дмитрий Ромашков[12]
- Группа «Uma2rman» (2021)[13]
- Леонид Утёсов[14]
- Государственный академический русский народный хор им. М. Е. Пятницкого

## В культуре
- Фонограмма Л. Зыкиной вошла в саундтрек х/ф «Течёт река Волга» (2009[15], режиссёр — Алексей Борисов[16]).

- В 2010 году один из выпусков авторской программы Олега Нестерова «Золотой Винил» (Канал «Время» — Первый канал. Всемирная сеть) был посвящён песне, названной в передаче ошибочно «Течёт Волга»[17].
- В 2010 году в документальном цикле НТВ «Спето в СССР. Истории шлягеров советской эпохи» вышел фильм «Течёт река Волга»[18].